# 石賀康博
石賀 康博（いしが やすひろ、1977年（昭和52年）9月29日 - ）は、日本の農学者。博士（農学）。筑波大学生命環境系助教。島根県大田市仁摩町（旧邇摩郡仁摩町）出身、大田高校理数科卒業。専門は植物病理学。